# أدولف آدم

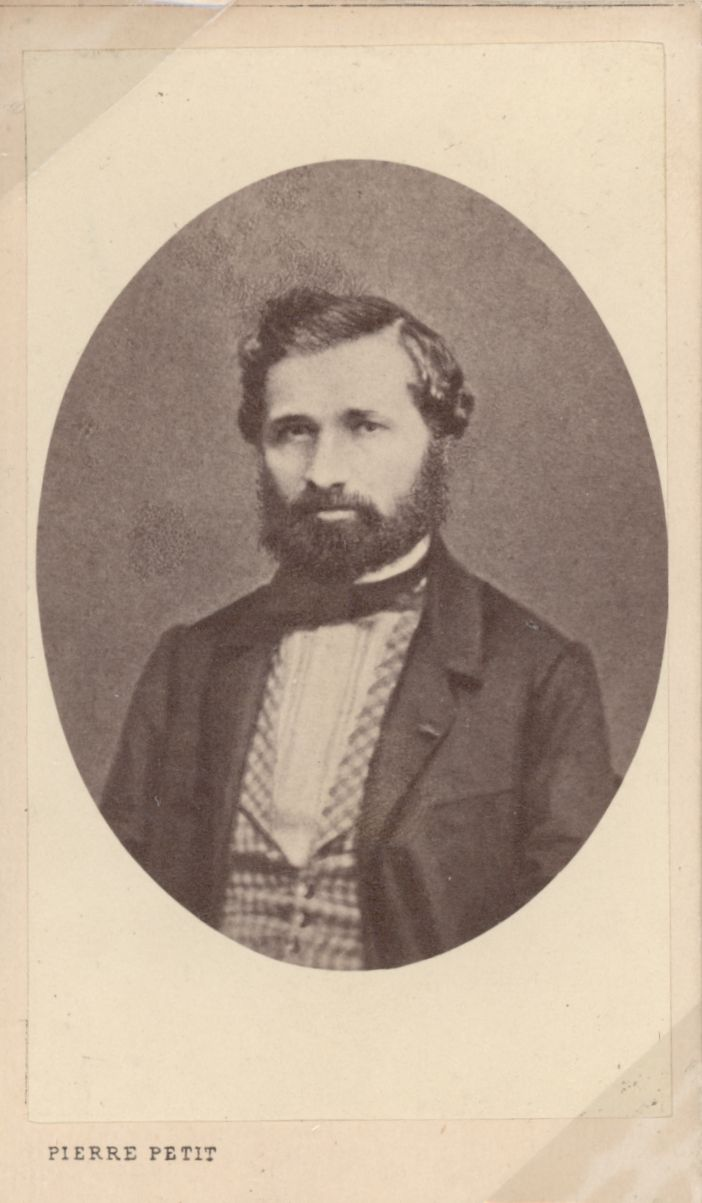
أدولف آدم في عام 1855

أدولف كارليس آدم (بالفرنسية: Adolphe Charles Adam)‏ ولد في (24 يوليو 1803 - 3 مايو 1856) هو موسيقار فرنسي برز في موسيقى أوبرا والباليه من ابرز مؤلفاته عن الباليه جيزيل (1844) ولي كورساير (1856 اخر مؤلفاته) وفي الاوبرا لي بوستيون دي لونجيمو (1836) ولي تريدور (1849).

## حياته
ولد ادولف ادم في باريس سنة 1803 والده أصبح فيلسوفا من جامعة باريس ووالدته كانت فيزيائية، أما هو ففضل الإتجاه إلى عالم الموسيقى.
كان يميل للمسرح من شبابه فأصبح تلميذا لادريان بوالديو في كونسرفتوار باريس وسرعان ما أصبح واحدا من أكثر الشخصيات الموسيقية غزيرة الإنتاج في القرن التاسع عشر في فرنسا. ألف نحو 70 أوبرا، تقريبا كلها كوميدي وأكثر من 12 باليه، أشهرها جيزيل، الذي عرض أول مرة في أوبرا باريس عام 1841. مع سيناريو كتبه ثيوفيل جوتييه (مأخوذ عن قصة لهاينريش هاينه)، جيزيل أول باليه رومانسي عظيم ونموذج لأعمال لاحقة لدليباس وتشايكوفسكي وآخرين. في حين طرقت أوبرات آدم أرض جديدة، راقت في الغالب للأذواق الباريسية وتمتعت بشعبية كبيرة في عصرها. أفضلها "ساعي البريد من لونجيمو" 1836، “جيرالدا" 1850، التي لحنت على ليبريتو ليوجين سكريب و"لو كنت ملكا" 1852، ما زالت تعرض أحيانا. إضافة إلى أعماله للمسرح، كتب آدم أيضا عدة مقطوعات للصالون، إضافة إلى مجموعة أعمال دينية وترنيمة الكريسماس "أيتها الليلة المقدسة".

## وصلات خارجية
- أدولف آدم على موقع IMDb (الإنجليزية)
- أدولف آدم على موقع الموسوعة البريطانية (الإنجليزية)
- أدولف آدم على موقع ميوزك برينز (الإنجليزية)
- أدولف آدم على موقع قاعدة بيانات برودواي على الإنترنت (الإنجليزية)
- أدولف آدم على موقع أول ميوزيك (الإنجليزية)
- أدولف آدم على موقع ديسكوغز (الإنجليزية)
- أدولف آدم على موقع قاعدة بيانات الفيلم (الإنجليزية)

1. ↑  Archives de Paris، ص. 4، QID:Q2860432
2. 1 2 3  Paul de Roux (1994). Nouveau Dictionnaire des œuvres de tous les temps et tous les pays (بالفرنسية) (2nd ed.). Éditions Robert Laffont. Vol. 1. p. 12. ISBN:978-2-221-06888-5. OL:853541M. QID:Q28924058.
3. ↑  Archivio Storico Ricordi، QID:Q3621644
4. ↑  Richard J. Stanislaw; Don Hustad (1993). Companion to The Worshiping Church: A Hymnal (بالإنجليزية). p. 196. ISBN:0-916642-53-4. LCCN:93079921. OCLC:29693766. OL:1444182M. QID:Q98398943.
5. ↑  MusicBrainz (بالإنجليزية), MetaBrainz Foundation, QID:Q14005
6. ↑  NPR Encylopedia of Classical Music